# П'єр Жане
П'єр Марія Фелікс Жане (фр. Pierre-Marie-Félix Janet; 30 травня 1859, Париж — 27 лютого 1947, Париж) — французький психолог, філософ та невропатолог, непересічна особистість в науковому світі, йому належить авторство терміна «підсвідомість».
Магістр філософії (1882), доктор літератури (1889), доктор медицини (1893), професор (з 1902), академік (з 1913) і президент (з 1925) Паризької академії моральних і політичних наук. Дійсний та почесний член ряду іноземних академій. Співзасновник і редактор «Журналу нормальної і патологічної психології» (1904–1937).

## Біографія
П'єр Жане народився у заможній родині, з дитинства цікавився наукою, зокрема, ботанікою. Отримав освіту у найкращих школах Франції. Великий вплив на становлення філософських поглядів П'єра спричинив його дядько, відомий філософ Поль Жане.
Закінчив медичний факультет Паризького університету. Посилено вивчав філософію, яку з 1881 викладав у Гаврському ліцеї. Орієнтувався переважно на позитивістські погляди у психології. Активно займався дослідженнями в ряді областей психології та релігієзнавства.
Під керівництвом Жана Мартена Шарко в 1879–1885 досліджував істерію і істеричний параліч. Вважав, що суть істерії становлять своєрідне звуження поля свідомості, розщеплення свідомості і випадання частини психофізичних проявів з-під контролю свідомості.
У 1889 році опублікував роботу «Психічний автоматизм», в якій виклав концепцію вищих (творчих, синтезують) і нижчих («автоматичних») функцій психіки.
У 1890 році на запрошення Шарко очолив психологічну лабораторію психіатричної лікарні Госпіталь Пітьє-Сальпетрієр, в якій близько 50 років займався дослідженням і лікуванням неврозів. Створив тест шкірної анестезії.
У 1895 році за рекомендацією Теодюля Рібо почав працювати на кафедрі експериментальної та порівняльної психології в Колеж де Франс. Незабаром очолив цю кафедру та керував нею до 1934 року.

### Курси, які викладав у Колеж де Франс
| Період    | Назва курсу французькою                                                         | Назва курсу українською                                                   |
| --------- | ------------------------------------------------------------------------------- | ------------------------------------------------------------------------- |
| 1901-1902 | L'étude expérimentale et comparée de la fatigue                                 | Експериментальне та порівняльне дослідження втоми                         |
| 1902-1903 | Les émotions et les oscillations du niveau mental                               | Емоції та зміни психічного                                                |
| 1903-1904 | L'étude expérimentale et comparée des conditions de la conscience               | Експериментальне дослідження та порівняння станів свідомості              |
| 1904-1905 | Les conditions psychologiques des mouvements des membres                        | Психологічні умови руху кінцівок                                          |
| 1905-1906 | Les modifications de la conscience dans les névroses hystériques                | Зміни свідомості при істеричних неврозах                                  |
| 1906-1907 | Les modifications de la conscience dans les névroses psychasthéniques           | Зміни свідомості при психастенічних неврозах                              |
| 1907-1908 | L'analyse psychologique et la critique des méthodes de psychothérapie           | Психологічний аналіз та критика методів психотерапії                      |
| 1908-1909 | L'analyse des émotions et des sentiments                                        | Аналіз емоцій та почуттів                                                 |
| 1909-1910 | L'analyse des tendances et les lois de leur réalisation                         | Аналіз тенденцій та закони їх реалізації                                  |
| 1910-1911 | L'analyse de la perception du monde extérieur                                   | Аналіз сприйняття зовнішнього світу                                       |
| 1911-1912 | Des tendances sociales et du langage                                            | Соціальні тенденції та мови                                               |
| 1912-1913 | Les tendances intellectuelles élémentaires et les idées générales               | Тенденції найнижчих інтелектуальних вчинків та загальних ідей             |
| 1913-1914 | Les tendances intellectuelles relatives à la recherche de la vérité             | Інтелектуальні тенденції пов'язані із пошуками істини                     |
| 1914-1915 | Les tendances rationnelles qui imposent des lois à la conduite et à la croyance | Раціональні тенденції, які породжують закони поведінки та віри            |
| 1915-1916 | Les tendances industrielles et la recherche de l'explication                    | Напрямки індустріального розвитку та їх пояснення                         |
| 1916-1917 | Les degrés de l'activation des tendances                                        | Рівні активації намірів                                                   |
| 1917-1918 | Les degrés de l'activité psychologique                                          | Рівні психічної діяльності                                                |
| 1918-1919 | Les oscillations de l'activité psychologique (I)                                | Зміни психологічної активності (I)                                        |
| 1919-1920 | Les oscillations de l'activité psychologique (II)                               | Зміни психологічної активності (II)                                       |
| 1920-1921 | Les formes successives de la personnalité au cours de l'évolution psychologique | Послідовність формування особистості з точки зору психологічного розвитку |
| 1921-1922 | L'évolution des conduites morales et religieuses                                | Еволюція моральної та релігійної поведінки                                |
| 1922-1923 | L'évolution de la mémoire et de la notion du temps                              | Еволюція пам'яті та сприйняття часу                                       |
| 1923-1924 | Les sentiments simples qui accompagnent l'action, la tristesse et la joie       | Прості почуття, що породжують дію: печаль та радість                      |
| 1924-1925 | Les sentiments sociaux affectifs, l'amour et la haine                           | Соціальні емоційні почуття: любов та ненависть                            |
| 1925-1926 | Les stades de l'évolution psychologique                                         | Стадії психологічного розвитку                                            |
| 1926-1927 | L'étude de la pensée intérieure et de ses troubles                              | Дослідження внутрішнього мислення та його порушення                       |
| 1927-1928 | L'évolution de la mémoire et de la notion du temps                              | Еволюція пам'яті та сприйняття часу                                       |
| 1928-1929 | L'évolution psychologique de la notion de personnalité                          | Еволюція психічної концепції особистості                                  |
| 1929-1930 | La faiblesse et la force psychologiques                                         | Слабкі та сильні сторони психології                                       |
| 1930-1931 | Les délires d'influence et les sentiments sociaux                               | Вплив делірію та соціальні почуття                                        |
| 1931-1932 | Les conduites intellectuelles élémentaires                                      | Найпростіші способи інтелектуальної регуляції                             |
| 1932-1933 | La conduite de la croyance                                                      | Регуляція віри                                                            |
| 1933-1934 | Les oscillations de l'esprit                                                    | Зміни розумової сфери                                                     |

У 1904 році спільно з Ж. Дюма заснував «Журнал нормальної і патологічної психології» — один з провідних психологічних журналів Франції.
Протягом багатьох років читав різні курси лекцій з психології в Сорбонні і провідних університетах Аргентини, Бразилії, Канади, Мексики і США.

## Психологічна теорія
Жане отримав цікаві наукові результати в різних галузях науки. Опублікував ряд робіт з філософії, історії психології, соціальної психології, загальної психології, патопсихології, психіатрії, психотерапії, психології релігії і містицизму, різних проблем психічної еволюції, свідомості та несвідомого, пам'яті, часу, мови і мислення, психології особистості та ін.
Запропонував трактування психології як об'єктивної науки про людські дії. Виробив уявлення про психіку як складної, ієрархизованої енергетичної системи, яка має певний ступінь психічної напруги. У 1892 опублікував ґрунтовне дослідження істерії «Ментальний стан істериків» (у 2-х томах). Розробив психологічну концепцію неврозів, згідно якої вони виникають через функціональні порушення вищих функцій психіки і втрату балансу між вищими і нижчими психічними функціями, а саме «зниженою психічною напругою».
У 1894 ввів в обіг поняття «психастенія» та «дисоціація». Виділив психастенію як самостійну форму психічних захворювань і створив біопсихологічну теорію психастенії. У дослідженнях психології особистості особливе значення надавав проблемам єдності, розрізнення та індивідуальності. Практикував лікування сном і гіпноз. Визнавав верховенство психологічного фактора в гіпнозі. Психічна дія за Жане, є результатом процесу переходу зовнішньої дії у внутрішню — інтеріорізація.
Справив суттєвий вплив на формування поглядів З. Фройда та І. Брейера про природу психіки і неврозів. Вважається попередником психоаналізу в трактуванні істерії, ролі несвідомого в неврозах і інших проблем. Віддаючи належне окремим досягненням психоаналізу, в цілому ставився до нього критично і кваліфікував його як метафізичну систему. Полемізував із З. Фройдом та іншими психоаналітиками. Відкинув психоаналітичну ідею про психосексуальну травму як головну причину неврозів. Вважав, що він має пріоритет у відкритті катарсичного методу лікування неврозів.
Відіграв значну роль у розвитку психології, психіатрії та психотерапії.